# António Matias
António Eduardo Castanho Matias (ur. 10 kwietnia 1963 w Lizbonie, zm. 3 stycznia 2008 w Lapie) – portugalski judoka i trener judo.

## Kariera zawodnicza
W 1990 był 7. na mistrzostwach Europy w wadze do 78 kg. W 1992 zajął 22. miejsce na igrzyskach olimpijskich w wadze półśredniej.
Dziewięciokrotny medalista mistrzostw Portugalii w kategorii do 78 kg. W latach 1987 i 1989-1992 zostawał mistrzem kraju, w 1988 wywalczył wicemistrzostwo, a w latach 1982, 1983 i 1985 zdobywał brązowy medal.

## Kariera trenerska i dalsze losy
Od 1996 pełnił funkcję selekcjonera kobiecej reprezentacji Portugalii w judo. Trenował m.in. Telmę Monteiro.
Zmarł 3 stycznia 2008.